# Îlot Chão
Pour les articles homonymes, voir Chao.
L'îlot Chão, (en portugais Ilhéu Chão), est un îlot inhabité des îles Desertas, située dans l'océan Atlantique, au large de l'île de Madère, région autonome du Portugal.

## Présence humaine
L'absence de sources d'eau potable ne permet pas la subsistance d'une population humaine sur cet îlot d'origine volcanique, qui n'a pas connu de colonisation permanente. Il y a eu des tentatives agricoles sur le plateau d'altitude comme le prouvent les traces d'une aire de battage de céréales.

## Flore et faune
Depuis l'extinction des lièvres dans les années 1980, la flore indigène s'est rétablie, rendant l'île plus attrayante pour la nidification des oiseaux de mer. Cette récupération est d'une grande importance ornithologique, puisqu'il s'agit de la zone de nidification des nombreux oiseaux trouvés à Madère, tels que le Pétrel gongon. D'autres oiseaux sont aussi présents : Pétrel de Bulwer, Puffin de Scopoli, Océanite de Castro, Petit Puffin, Sterne pierregarin, Goéland leucophée, Serin des Canaries, etc.
Parmi les mammifères, on trouve l'Arctocephalinae, une présence régulière dans les eaux autour de l'îlot. D'autres espèces introduites par l'homme, comme les lièvres, ont disparu.

Carte des îles Desertas.